# Fábián József (sportvezető)
Fábián József (Budapest, 1899. január 26. – Budapest, 1986. május 31.) sportvezető, labdarúgóedző, 1941 és 1942 között a magyar labdarúgó-válogatott volt szövetségi kapitánya.

## Pályafutása
Ginzery Dénes után lett a válogatott szakmai irányítója. Első alkalommal 1941. április 6-án működött közre, mint szövetségi kapitány. A német válogatott ellen Kölnben súlyos 7–0-s vereséget szenvedett a csapattal. A következő válogatott találkozón ismét Ginzery volt a szövetségi kapitány, majd 1942-ben újabb két mérkőzésre Fábián József. Mérlege két vereség és egy döntetlen. Utódja Vághy Kálmán lett.

## Statisztika

### Mérkőzései szövetségi kapitányként
| Magyarország | Magyarország     | Magyarország              | Magyarország | Magyarország | Magyarország | Magyarország | Magyarország | Magyarország |
| #            | Dátum            | Helyszín                  | Hazai        | Eredmény     | Vendég       | Kiírás       | Gólok        | Esemény      |
| ------------ | ---------------- | ------------------------- | ------------ | ------------ | ------------ | ------------ | ------------ | ------------ |
| 1.           | 1941. április 6. | Köln                      | Németország  | 7 – 0        | Magyarország | barátságos   | -            |              |
| 2.           | 1942. május 3.   | Budapest, Üllői úti pálya | Magyarország | 3 – 5        | Németország  | barátságos   | -            |              |
| 3.           | 1942. június 14. | Budapest, Üllői úti pálya | Magyarország | 1 – 1        | Horvátország | barátságos   | -            |              |
|              | Összesen         |                           |              | -            | mérkőzés     |              | -            | gól          |